# Алдарак
Алдарак— деревня в Партизанском районе Красноярского края в составе   Ивановского сельсовета.

## География
Находится примерно в  27 километрах по прямой на юг от районного центра села Партизанское.

## Климат
Климат умеренно холодный, континентальный. Вегетационный период продолжается, в среднем, 135 дней–148 дней, а безморозный в среднем 96 дней, с колебаниями в отдельные годы от 105 до 79 дней. Устойчивый снежный покров лежит более пяти месяцев (в среднем с первой декады ноября до конца апреля). Средняя высота снежного покрова под пологом составляет 56 см, на открытых участках – 19 см. Среднегодовое количество осадков 375 мм. Средняя температура воздуха за год -0,9°С. 

## История
Основана в 1896 после отведения переселенцам участка под заселение. В первые года приехало всего несколько семей из Виленской губернии, активное заселение началось весной 1906 года. К 1911 году население составляло примерно полторы тысячи человек. В советское время работал колхоз «Красный Путиловец».

## Население
Постоянное население составляло 20 человек в 2002 году (95% русские),  13 в 2010.